# Apache POI
POI (Poor Obfuscation Implementation ou mise en œuvre d'une mauvaise obfuscation) est un projet de l'Apache Software Foundation permettant de manipuler avec la technologie Java divers types de fichiers créés par Microsoft Office. Au sein de cette fondation, il faisait auparavant partie du projet Jakarta.
L'ensemble des noms de cette bibliothèque est une parodie des extensions de fichiers de Microsoft Office. Cette nomenclature n'est pas mise en avant par la fondation Apache pour des raisons commerciales : Microsoft contribue désormais à POI,.
POI permet de travailler avec des fichiers de Microsoft Office. POI est constitué de plusieurs composants :
- POIFS (Poor Obfuscation Implementation File System ou système de fichier de POI) : Lien entre objets OLE2 et java
- HSSF (Horrible SpreadSheet Format ou Format horrible de feuilles de calcul) : fichiers Excel (XLS)
- XSSF (XML Spreadsheet Format ou Format de feuilles de calcul XML) : fichiers Excel (XLSX)
- HWPF (Horrible Word Processor Format ou Format horrible de traitement de texte) : fichiers Word (DOC).
- HPSF (Horrible Property Set Format ou Format horrible de propriétés) : permet de faire un lien avec les propriétés des OLE2 et Java
- HSLF (Horrible Slide Layout Format ou Format horrible de présentation) : Powerpoint (PPT)
- DDF (Dreadful Drawing Format ou Format abominable de dessin)
- HDGF (Horrible Diagram Format ou Format horrible de diagramme) : Visio (VSD)
- HPBF (Horrible Publishing Format ou Format horrible de publication) : Publisher
- HSMF (Horrible Stupid Mail Format ou Format horrible, stupide de courrier) : Outlook